# メアリー・ウォルコット

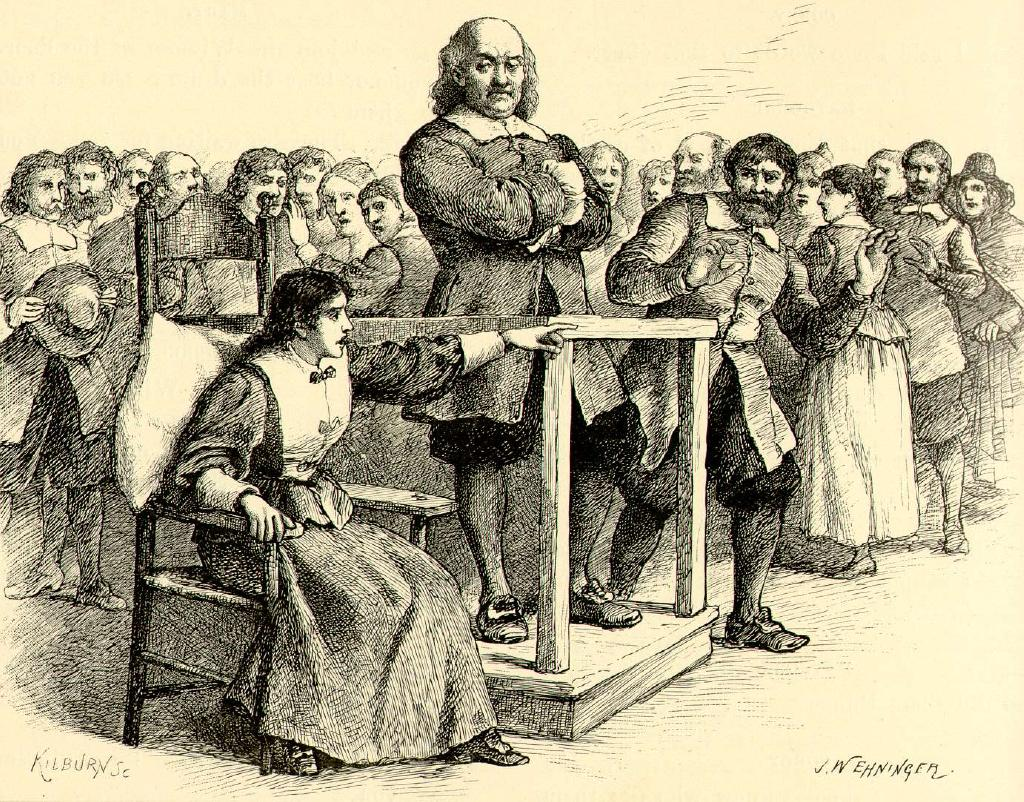
セイラム魔女裁判のウォルコット。

メアリー・ウォルコット（Mary Walcott、1675年7月5日 - 1752年頃）は、1692年から93年に行われたセイラム魔女裁判の証人として召喚された「苦しんでいる」少女の一人。彼女は二度結婚し、1701年に結婚したデイヴィッド・ハーウッドとの間に9人の子供を儲けた。デイヴィッドは1744年までに死去し、メアリー・ウォルコット・ハーウッドはおそらく1752年までに死去した。